# Locost
La Locost est une réplique de Lotus Seven construite par des particuliers. Il s'agit d'un mouvement d'origine anglaise, qui consiste à faire sa propre voiture à partir de pièces et moteurs peu onéreux (Ford Escort, Ford Sierra, et autres) et souvent de récupération. Plusieurs entreprises proposent des châssis et des pièces adaptés à la fabrication d'une Locost.
Son nom est la contraction de low cost.

## Historique

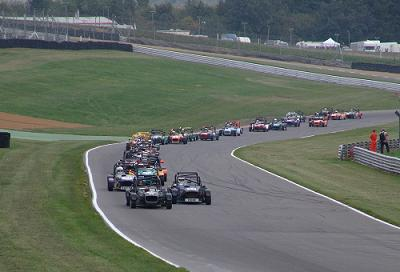
Formula Locost à Brands Hatch en 2005

Le mouvement s'est fortement développé avec la sortie en 1996 du livre de Ron Champion Build Your Own Sports Car for as Little as 250 Pounds: And Race it! (« Construisez votre propre voiture de sport pour seulement 250 livres [environ 300 euros] : Et courez avec ! »).
Ce phénomène typique du Royaume-Uni s'est ensuite exporté en Australie et aux États-Unis entre autres. Les Locost sont rares en France du fait de la réglementation d'homologation sévère qui rend quasiment impossible l'immatriculation de kit cars.
Certains utilisent des kits châssis et carrosseries tout prêts et d'autres l'élaborent de A à Z, ce qui est plus économique.

## Compétition
Il existe un championnat Formula Locost en Angleterre, il se dispute sur les plus grands circuits du pays.
La Formula Locost se court aussi dans d'autres pays, comme l'Afrique du Sud.